# Jens Flügel
Jens Flügel (* 3. Februar 1964) ist ein ehemaliger deutscher Fußballspieler im Mittelfeld. Er spielte für Energie Cottbus in der DDR-Oberliga.

## Karriere
Flügel spielte in seiner Jugend bei der SG Dynamo Dresden, BSG Empor Tabak Dresden und ASG Vorwärts Eisenach, bevor er wieder zurück zu Empor wechselte. Dort blieb er bis 1986 und ging dann für zwei Jahre zur BSG Aktivist Brieske-Senftenberg. Für Brieske-Senftenberg absolvierte Flügel mindestens zwei Spiele in der zweitklassigen DDR-Liga und schoss dabei ein Tor. 1986 wurde Flügel von der BSG Energie Cottbus verpflichtet. Bereits in seiner ersten Saison war er von Beginn an in der Stammelf gesetzt. Sein Debüt feierte Flügel am 13. August 1988, als Cottbus 2:1 gegen den FC Carl Zeiss Jena gewann. Das erste Ligator gelang ihm am 17. September 1988 (5. Spieltag) gegen den 1. FC Union Berlin in der 89. Minute. In seiner ersten Saison kam Flügel auf 19 Einsätze. 1989/90 wurde er in der Oberliga nur zweimal eingesetzt, absolvierte aber zusätzlich sechs Spiele in der DDR-Nachwuchsoberliga. Zur Saison 1990/91 konnte Flügel seine Einsätze wieder steigern auf 13. Außerdem spielte er mit Cottbus 1990/91 und 1991/92 im UEFA Intertoto Cup. Nach der Saison wechselte er zum unterklassigen Verein TuS Esens, bevor er ab 1995 wieder nach Dresden zurückkehrte.
Nach seiner Karriere als Fußballspieler wirkte Flügel zunächst als Interims- und später als Co-Trainer beim FV Dresden 06 Laubegast und danach beim Dresdner SC. Von 2008 bis 2010 war er beim Dresdner SC auch Cheftrainer, danach jedoch wieder Co-Trainer.